# Retford
 (février 2025).
Si vous disposez d'ouvrages ou d'articles de référence ou si vous connaissez des sites web de qualité traitant du thème abordé ici, merci de compléter l'article en donnant les références utiles à sa vérifiabilité et en les liant à la section « Notes et références ».
Retford est une ville du Nottinghamshire, en Angleterre, dans le district de Bassetlaw.
Elle est nommée d'après un ancien gué (ford) sur l'Idle. Son nom administratif est East Retford, car l'agglomération se trouve sur la rive orientale de la rivière.[réf. nécessaire]

## Personnalités liées
- John Taylor éditeur, essayiste et écrivain anglais est né à Retford